# Psyllobora plagiata
Psyllobora plagiata är en skalbaggsart som beskrevs av Schaeffer 1908. Psyllobora plagiata ingår i släktet Psyllobora och familjen nyckelpigor. Inga underarter finns listade i Catalogue of Life.